# 川北対合衆国事件
川北対合衆国事件（かわきたたいがっしゅうこくじけん、Kawakita v. United States）は、二重国籍者の地位と反逆罪の成立を巡り争われたアメリカ合衆国の刑事事件である。通称、川北事件。
被告人の川北友弥は、日本とアメリカ合衆国の両国から国民として扱われる状態（二重国籍）であった1943年から1945年にかけて、アメリカ合衆国市民を含む連合国軍戦争捕虜を虐待し敵国に利した咎で、戦争終結後アメリカ合衆国において反逆罪で起訴された。それに対して、川北は、当時アメリカ合衆国市民権を喪失していたので、無罪であると主張した。反逆罪は、その行為主体がアメリカ合衆国市民に限られ、外国人には適用されないからである。
裁判所は第一審から終審までいずれの法廷も、川北のアメリカ合衆国市民権喪失の主張を認めず、川北が二重国籍者であり、反逆罪について有罪と判断し、死刑を言い渡した。1952年に合衆国最高裁判所が下した判決は、他国民としての権利の享受や義務の遂行が原則としてアメリカ合衆国市民権の喪失事由にならないことを示したリーディングケースであり、後年多くの裁判で重国籍者の権利を擁護する根拠として引用されている。

## 事件の経緯

### 生い立ち
川北友弥は、1921年9月26日、日本国籍を持つ両親の間にカリフォルニア州で生まれた。両親はともにアメリカ合衆国の国籍と市民権を有していなかったが、川北はアメリカ合衆国の領内で生まれたことから、出生地主義の原則により出生と同時にアメリカ合衆国の国籍と市民権を得た。
また、父が日本国民であることから、川北は出生と同時に日本国籍を取得した。しかし、両親が日本の領事館に彼の出生届を出さなかったために、戸籍には記載されなかった。当時の日本の国籍法には国籍留保制度がなく、在外公館への届け出は日本国籍取得の必要条件ではなかった。
川北の父は1906年にメキシコに出稼ぎに行き、数年後カリフォルニアに移住し州内を転々とした後、米墨国境の街インペリアル郡カレキシコに定住した。父はその後、同郡の郡庁所在地エルセントロの日本人会会長を務めるまでに成功した。
川北一家はカレキシコのユニオン教会に通っていたが、同じ教会に通う日系二世にアイバ戸栗がいた。アイバ戸栗も「東京ローズ」として川北と同じく戦後アメリカで反逆罪に問われることになる。両者の類似性から、川北は「男性版東京ローズ」とも言われるが、アイバ戸栗が1970年代にアメリカ合衆国市民権を取り戻し名誉を回復し、晩年にはアメリカ合衆国の愛国者として称賛されたのに対し、川北はアメリカ合衆国市民権を剥奪されたままであった点が異なる。

### 捕虜通訳

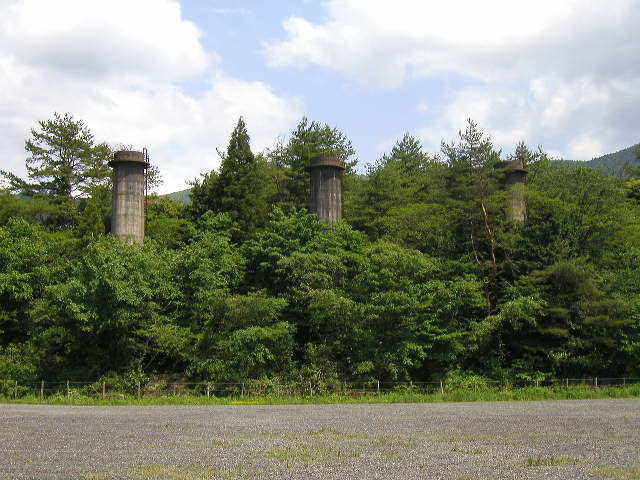
大江山鉱山跡に残る煙突。鉱山から加悦鉄道で約10km離れた阿蘇海の近くに捕虜収容所があった。

川北は1939年、アメリカ合衆国のパスポートで日本に渡航し、父の知人で、後に内閣総理大臣になる三木武夫の家に身を寄せ、アメリカ合衆国民として明治大学に入学した。ところが、在学中、太平洋戦争が勃発し、川北は帰国することができなくなった。川北は敵性外国人として特別高等警察の監視対象となった。
大学を卒業した川北は、三木の薦めで三木の義父森矗昶が創設した森コンツェルンの構成企業である日本冶金工業に入社した。入社には日本国籍を証明する必要があったので、川北は1943年、伯父の養子となり戸籍に名前を載せ外国人登録を取り消した。これにより川北は特高警察の監視対象から外れた。
日本冶金工業は京都府の大江山にニッケル鉱山を所有していた。ニッケルは兵器の製造に欠かせない鉱物であるが、日本はそのほとんどを輸入に頼っていた。そのため輸入が途絶えた戦中、日本政府は数少ない国内鉱山である大江山鉱山の採掘と精製を重要視し、さらなる開発促進を図った。当初、鉱山の労働力は強制徴用された朝鮮半島出身者によって賄われたが、ニッケルの需要が高まり、労働力不足を補うために連合国軍の戦争捕虜が投入された。大阪俘虜収容所大江山分所が作られ、最初にカナダとイギリスの捕虜が送り込まれ、ニッケルの採掘と精製に当たった。1944年アメリカ兵が捕虜収容所に入所し、オランダ、ノルウェー、オーストラリアの捕虜も加わり、鉱山労働に従事させられた。ここに収容されたアメリカ兵捕虜約400人はすべてバターン死の行進の生き残りであった。
物資や食糧が不足した劣悪で不衛生な環境の中で、大江山の作業場と捕虜収容所では生産向上のために、衰弱した捕虜を木刀で殴ったり汚水槽に投げ込んだりする虐待行為が日常的に見られた。捕虜の間に階級が生じ、権力を持った捕虜が捕虜を虐待することもあった。戦後解放されるまでに、収容された全捕虜の約1割が命を落とした。
川北は1944年から終戦まで、大阪俘虜収容所大江山分所と大江山ニッケル鉱山において連合国軍戦争捕虜の通訳として働いた。アメリカ軍兵士が入所することを知った時、川北は森清に仕事をやめさせてほしいと頼んだが聞き入れられなかった。
起訴状によると、川北は赤十字救援物資を盗んだ戦争捕虜を気絶するまで殴るなど数々の虐待に参加し、アメリカ合衆国とその戦争捕虜を侮辱する発言を繰り返したとされる。その他起訴状には、あるアメリカ人捕虜が日本兵によって汚水槽に突き落とされ這い上がろうとしたところ、川北に再び突き落とされたことがあったとも記されている。また、「捕虜を虐待するため川北は木刀を携帯していた」と後に元戦争捕虜が証言している。これについて、川北は木刀ではなくステッキだと裁判で反論したが、認められなかった。
捕虜たちは川北を嫌い、川北を「ミートボール」と呼んでいたという。「ミートボール」は当時「間抜け」を意味するスラングとして使われ、また日章旗の蔑称でもあった。
日本敗北の色が濃くなった1945年3月、川北は、自分はアメリカ人なのだから終戦後帰国するつもりだと話していた。実際に戦後、川北は横浜のアメリカ合衆国領事館で、戦時中アメリカ合衆国の市民権喪失の原因となる行為をしていないと宣誓し、アメリカ合衆国のパスポートの更新に成功した。川北は宣誓書の中で、1939年からの日本居住を一時居住とし、自分は出生時から二重国籍だったが警察と伯父から圧力をかけられるまで戸籍に名前を載せていなかったと述べ、日本への帰化、忠誠宣誓、選挙権の行使をしたことがないと誓った。川北は日本国籍を離脱した。

### 裁判
1946年に川北はカリフォルニアに帰郷し、南カリフォルニア大学に入学した。間もなく川北はロサンジェルス東部ボイルハイツ地区の百貨店、シアーズで買い物をしているところを元戦争捕虜に発見され、連邦捜査局に突き出され、戦時中の行為がアメリカ合衆国に対する反逆罪に該当するとして起訴された。
第一審はロサンゼルスのカリフォルニア南区連邦地方裁判所で行われた。担当裁判官は厳罰主義で有名なウィリアム・マシスであった。陪審員の構成は、性別では女性9人、男性3人であり、民族別ではヨーロッパ系10人、アフリカ系1人、日系1人であった。陪審長はヨーロッパ系男性であり、非ヨーロッパ系の2人はいずれも女性であった。
3人の女性陪審員が無罪を主張し、陪審の評議は紛糾した。評議4日目にして、陪審長は全員一致した結論を得られる見通しが立たないことを理由に陪審の解任をマシス裁判官に願い出た。しかし、マシスはこの願い出を拒否し、評議の続行を求めた。心労から陪審員2人が気を失い、他に陪審員3人が医師の付添を必要とする事態となった。
川北は、彼が行ったとされる個々の暴行について無罪を主張することはなかった。彼の弁護人は、川北は一連の暴行については有罪かもしれないが、それが日本を利したことにならないと主張した。
1948年9月2日、陪審員は全会一致で、訴因13の行為のうち8の行為が事実であり敵国を利する行為であったと判断した。川北は反逆罪について有罪の評決を受けた。川北の弁護人は、陪審員に対する脅迫や秘密漏洩義務違反があったとして、評決の無効を訴えたが、マシスはこれを却下した。
1948年10月6日、マシスは川北に死刑を言い渡した。マシスは、川北の罪を「数人のアメリカ兵を殴った罪ではなく、彼が生まれ、彼に恩恵を与えた国を裏切った罪である」と定義し、「被告人が大日本帝国の勝利を目的に働いたこと」と「被告人がアメリカ合衆国に忠誠義務を負っていたこと」が反逆罪の構成要件を満たすと述べた。
| 「                  | 助命すれば、被告人の生命は無価値なものとなるであろう。反逆者の生命の有意義な使い道は、今後合衆国に対して反逆を企てようとする不届き者への見せしめ以外にないのだから。 | 」 |
| —ウィリアム・マシス | |    |

川北は上訴したが控訴裁判所も有罪を支持し、1952年6月2日、最高裁判所で有罪と死刑が確定した。反逆罪で有罪の判決が確定したことにより、川北のアメリカ合衆国の国籍および市民権は剥奪された。

## 判例としての川北事件
この裁判の最大の争点は、日本の国籍法の規定により日本国籍を有する被告人に、アメリカ合衆国の反逆罪を適用することができるかという点にあった。反逆罪は、アメリカ合衆国市民権を持たない者、すなわち外国人には適用されないからである。
川北は、1943年に伯父を戸主とする戸籍に入ったことにより日本に帰化したとみなされると主張した。そして、日本の軍隊のために働き、天皇および日本政府に忠誠を誓い、日本国民として軍需産業に従事したことは、1940年国籍法の第401条が規定する市民権喪失事由に該当し、公訴事実に指摘された行為より前に自身のアメリカ合衆国市民権は失われていたと主張した。行為時にアメリカ合衆国市民でなかったことを理由に、反逆罪の行為主体たりえないがゆえに無罪であるという主張である。
合衆国最高裁判所は4対3で、川北を二重国籍者と判断し、有罪とした。

### 法廷意見
法廷意見は、ウィリアム・O・ダグラス判事による。

### 反対意見
首席判事フレデリック・ヴィンソンは反対意見を述べた。この反対意見にはヒューゴ・ブラックとハロルド・バートンが同調した。

## 恩赦

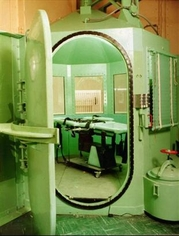
サン・クエンティン州立刑務所の死刑執行室。川北はここでガス処刑される予定であった。

川北はロサンゼルスの郡刑務所に確定死刑囚として収監されたが、翌年アイゼンハワー大統領は川北の刑を終身刑に軽減した。減刑にともない、川北はアルカトラスの連邦刑務所に移送された。両親は減刑運動に奔走したが、1950年代に相次いで死去した。
当初、川北に同情する意見は、日系アメリカ人の間に見られなかった。川北の行為は多くの日系二世の顔に泥を塗ったと受け止められた。ロサンゼルス二世退役軍人協会は、日本から帰国する日系アメリカ人の名前と顔写真を新聞に出し、元戦争捕虜や日系アメリカ人の協力を煽り、川北以外の反逆行為者を割り出せるようにしてはどうかと提案している。しかし、川北の死刑が最高裁判所で確定すると、日系アメリカ人市民同盟は静観をやめ、マイク正岡が川北減刑のロビー活動を始めた。また、川北がキリスト教の篤い信者となり模範囚となったことから、日系人社会外でも宗教界を中心に減刑運動が起きた。
日本においても三木武夫を通じて日本の政財界にパイプを持つ川北は、多くの有力者から支援を受けるようになった。日本社会党所属の衆議院議員でキリスト教会牧師の西村関一が「太平洋戦争の一人の犠牲者にすぎなかった」として減刑嘆願運動を起こし、党派を超えて225人の国会議員と300人の聖職者が減刑嘆願の署名に加わった。川北の母校である明治大学の学長は裁判が不公正であったことを米国政府に訴え、すでに要職にあった三木や当時の田中覚三重県知事はアイゼンハワー大統領にさらなる減刑を嘆願した。
裁判の進め方や死刑に関して、アメリカ国内からも疑問の声が出始めた。裁判の見直し賛同者にはカリフォルニア州知事パット・ブラウンが含まれる。川北を起訴したジェームズ・カーター検察官は減刑を勧告した。
しかし、同一大統領が同一人物に二度の恩赦はしないという慣習から、アイゼンハワー大統領の時代にはこれ以上の減刑はなかった。また、真珠湾攻撃で芽生えた反日系人感情が残る一般市民の間には、川北を含めた日系アメリカ人に厳しい意見があり、減刑には慎重にならざるをえなかった。新聞には次のような差別語を交えた意見が掲載された。
| 「                      | 大統領閣下、ジャップたちに甘い顔を見せないでください。体を切り刻まれ、銃剣で刺され、目をくり抜かれた、我々の勇敢な英雄たちを決して忘れないでください。バターンを忘れないでください！ | 」 |
| —ロサンゼルス在住の女性 | |    |

ジョン・F・ケネディ大統領の時代になり、西村関一に押された小坂善太郎外務大臣が非公式に米国政府高官と川北の処遇につき善処を求め、池田勇人首相も乗り出すなど、日本政府筋からの川北減刑要請は続いた。ケネディ大統領は当初、川北の釈放に消極的であったが、大統領の弟であるロバート・ケネディ司法長官は大統領に釈放を勧めた。国務省の日本担当部局も、川北の釈放が日米関係に有益だと判断し、この動きを後押ししていた。
1963年10月、川北は再入国禁止を条件にケネディ大統領により恩赦を与えられ釈放され、1963年12月にシアトルから日本に向けて発った。羽田空港では三木武夫の妻である三木睦子ら支援者数人が川北を出迎えた。
1978年、57歳になった川北は、園田直外務大臣を通じてアメリカ合衆国に入国許可を求めたが拒否された。川北は残りの人生を日本で過ごし、二度と生まれ故郷に帰ることは許されなかった。

## 冤罪説
ノンフィクション作家の下嶋哲朗はその著書『アメリカ国家反逆罪』の中で、収容所内の同性愛関係や捕虜同士の虐待に触れ、川北は捕虜の虐待に関わっておらず、この事件は偽証に基づく冤罪であったと主張する。川北のみが訴追された背景には、北京飯店を巡る買収劇、同僚通訳との確執、軍人団体の思惑があったとする。下嶋はこの著書で講談社ノンフィクション賞を受賞した。
下嶋は、イギリス人捕虜フランク・エバンスの手記と関係者の証言に基づき川北事件を検証した。そして、赤十字救援物資配給を担当する戦争捕虜4人（ビッグフォー）が権力を持ち、捕虜による捕虜支配が行われ、そのような支配を分所長は容認し利用していたと説く。また、川北が暴行したとされる捕虜の一人について、帝国陸軍軍曹とビッグフォーによってリンチされたことが横浜裁判で明らかになっており、川北は関与していないと指摘する。
複数の捕虜が、川北は捕虜を虐待するどころか捕虜のために尽くしていたという証言をした。三木睦子（三木武夫夫人）は、川北から「捕虜に肉を食べさせてやりたいから食糧庁と交渉してくれないか」と依頼されたことを語った。また、捕虜の労働量を減らすよう上司に相談したり、病気の捕虜が病院に行けるよう助けたりしたこともあったという。
ブラウン大学准教授の澁澤尚子は著書 America's Geisha Ally で「川北が進んで暴力を振るっていたのか上司の命令に従っていただけなのか、今日検証することは難しい」と述べながらも、当時のアメリカ社会における日系人に対する偏見と差別が公判に反映されていると指摘する。そして、戦後の日本がアメリカの同盟国の一員となり、日本人と日系人のイメージが敵から味方へ転換される過程において、川北は「大多数の良い日系人」に対する「例外的に悪い日系人」という役回りを与えられスケープゴートにされたと考える。
大江山のニッケル鉱山には、川北の他にも日米二重国籍者が通訳として雇われていた。その一人は戦後アメリカ合衆国市民権を剥奪されたが、虐待に積極的に関わっていなかったことが元戦争捕虜たちの証言から明らかになり間もなく市民権を回復し、1997年には旭日章を受けた。彼は川北について、口調が荒かったが誰かを殴ったり蹴ったりするのを見たことがないと語っている。

## 対テロ戦争と川北事件

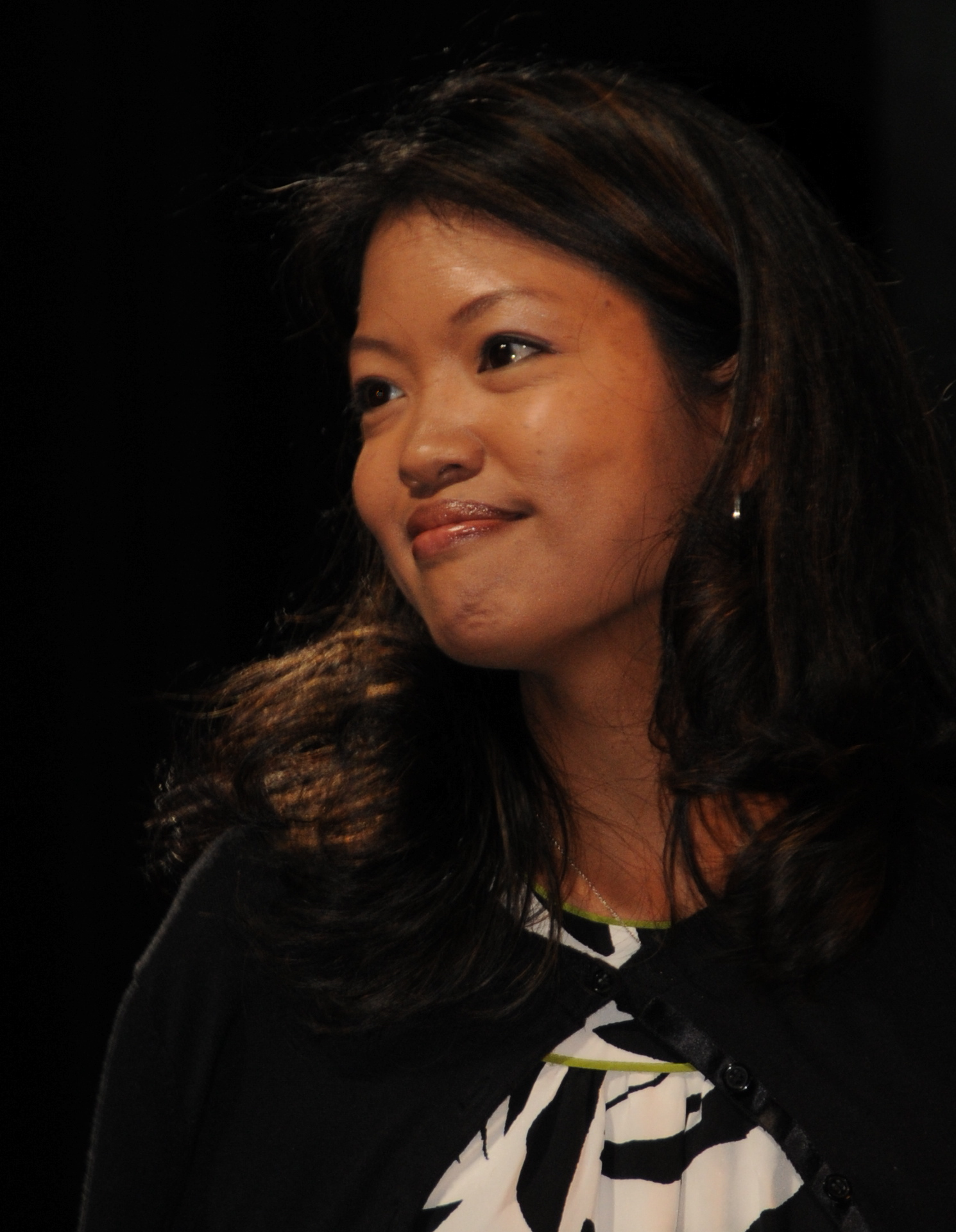
マルキン「川北は極端な例だが、二重の忠誠が危険であることを実証したのは彼ただ一人ではない。」

2001年9月11日に起きた同時多発テロをきっかけに、反米テロ活動に積極的に関わるアメリカ人の存在が明るみに出ると、川北の名が再び注目され始めた。アルカーイダのアダム・イェヒイェ・ガダーンが2006年に反逆罪に問われた時には、川北以来半世紀ぶりの反逆罪適用事件として報道された。
保守派のブロガーでFOXニュースコメンテーターであるフィリピン系アメリカ人のミシェル・マルキンは、アメリカ人でありながら日本に愛国心を持つよう教育された日系二世は太平洋戦争中アメリカ合衆国にとって潜在的危険であり、日系人の強制収容は正当であったと主張している。マルキンは日系アメリカ人の危険性の例証として川北を挙げ、対テロ戦争においても特定の民族に対し政府は特別の措置を講じるべきであると主張する。ジョン・レオはその主張をタブーに挑むものと高く評価したが、フレッド・コレマツは民主主義の危機であると懸念を示した。